# Santa Inés Yatzechi Zapotec (jezik)
Santa Inés Yatzechi Zapotec jezik (ISO 639-3: zpn; southeastern zimatlán zapotec, zapoteco de santa inés yatzechi, zapoteco de zegache), indijanski jezik iz Oaxace, kojim govori 2 240 ljudi (1990 popis) u distriktu Zimatlán, Meksiko. Jedan je od individualnih jezika tzv. zapotečkog makrojezika [zap], velika porodica oto-manguean.
Dijalekt: zaachila.

## Vanjske poveznice
- Ethnologue (14th)
- Ethnologue (15th)